# Craterul Gardnos

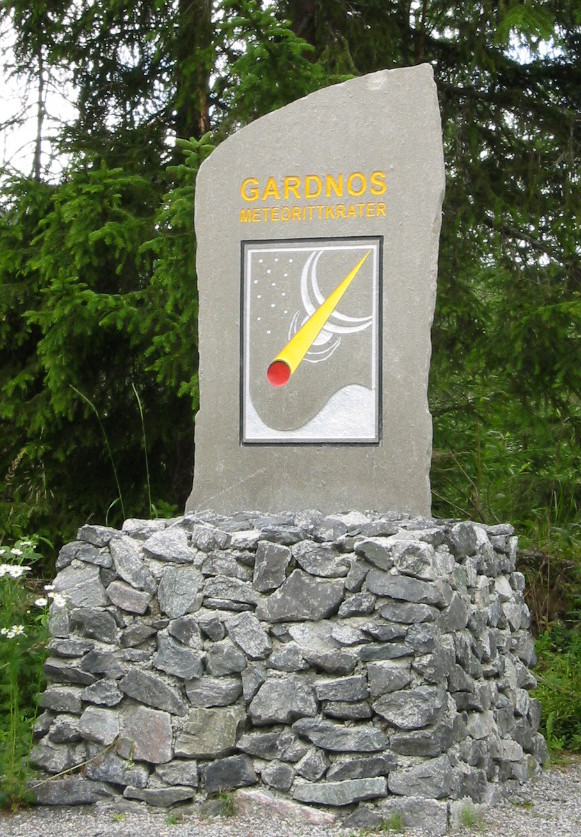
Gardnos

Craterul Gardnos este un crater de impact meteoritic în zona cunoscută ca Nesbyen în Hallingdal, Norvegia. 

## Date generale
Acesta este de 5 km în diametru, și a fost creat atunci când un meteorit cu un diametru de circa 200–300 m a lovit zona acum 500 milioane ani în urmă.
La început, acest loc a fost considerat a fi un crater vulcanic, dar în 1990, doi oameni de știință au descoperit că acesta a fost, de fapt, format de impactul cu un meteorit.
Roca originală din zonă a fost fracturată și un praf de pietre zdrobite a fost forțat să intre în toate fracturile. Aceasta este originea rocii specifice din acestă zonă. Centrul craterului este accesibil chiar și pentru autovehicule, astfel craterul Gardnos este unul din craterele meteoritice cele mai accesibile din lume. Există două trasee prin regiunea naturală înconjurătoare, cu semne de informații care descriu geologia unică a zonei.